# Трешнєвська площа
Трешнєвська площа (хорв. Trešnjevački trg) — міський майдан у Загребі, одне з найбільших громадських місць столиці Хорватії. У центральній частині площі розташувався чи не найбільший у місті Трешнєвський ринок.

## Історія
Площа лежить на перетині вулиць Вуковарської і Тратинської, зі східного боку її обмежовує Новий шлях, із західного — вулиці Маглайська та Добойська, з півночі — вулиця Тратинська, а з півдня — вулиці Клюцька і Сребреницька. Навіть сьогодні Трешнєвська площа не має чітко визначеної межі, і це помітно відразу. Майдан більше схожий на потенційний будівельний майданчик, ніж на довершену площу. Однак і в такому недосконалому й недобудованому вигляді це одне з найпожвавленіших місць у Загребі, насамперед завдяки Трешнєвському ринку (хорв. Trešnjevački plac «Трешнєвачкі плац») — другому за величиною, а за деякими показниками обороту навіть першому ринку міста.
На північній стороні площі впадає в око невеликий збірний будинок колишнього універмагу «НАМА» (югославський аналог ЦУМу), де нині розміщені Конзум та «Магма». Це був один із перших магазинів самообслуговування в Загребі, побудований наприкінці 1950-х. Існує ще старий літній ресторан «Дві липи», який сьогодні має іншу функцію. Посеред площі є невеликий зелений оазис трикутної форми. На південній стороні площі поряд із трамвайною зупинкою в 1987 році до Загребської Універсіади 1987 року було споруджено фонтан за проєктом В. Табейна.
Своїх рудиментарних обрисів площа почала набувати наприкінці 1930-х років і з кінця 1950-х істотно не змінювала свого вигляду. Основи сьогоднішньої Трешнєвки заклала ще нормативна база розвитку міста Загреба 1889 року. Вже за планом того року простір навколо сьогоднішнього майдану відводився під площу, яку збиралися назвати «Площа У» (поки в майбутньому не буде знайдено підхожої назви).  Коли було прийнято нормативну базу, на місці нинішньої Трешнєвки було три міські села: Говенка, Іліяшичі та Банковичі. Села безслідно зникли, адже місцевість дуже швидко забудовувалася численними неплановими домівками міського пролетаріату та бідноти. 
До 1990 року площа називалася на честь Жовтневої революції.
Існують плани повністю переобладнати майдан, створити на торговельних площах теперішнього ринку підземні гаражі з діловим, художньо-промисловим і туристичним центром, розібрати збірний будинок «НАМА» (Konzum) на південній стороні та знести бензозаправку на східному боці.